# Österby, Estland
Österby (estlandssvenskt uttal: eistorbi) är en by i Lääne-Nigula kommun i Läänemaa i västra Estland, 82 km sydväst om huvudstaden Tallinn och 6 km norr om länshuvudstaden Hapsal. Den hade 27 invånare år 2011. Före 2017 tillhörde Österby Nuckö kommun.
Österby ligger i det område som traditionellt har varit bebott av estlandssvenskar. På halvön Nuckö är såväl estniska som svenska ortnamn officiella, förutom för Österby och kyrkbyn Hosby där det svenska namnet även används på estniska. 
Österby ligger på Estlands västkust mot Östersjön på den platta och låglänta Nuckös södra del, fyra meter över havsnivån. Norr om byn ligger Nuckös tidigare centralort, Birkas, västerut ligger byn Enby och österut ligger Skåtanäs. Söderut ligger Österby hamn vid Hapsalviken vars vågbrytare är 265 meter lång och byggd av sten på början av 1900-talet. Härifrån upprätthölls fram till 1994 en regelbunden båtförbindelse med Hapsal på andra sidan viken. Detta var speciellt viktigt innan bilen kom, eftersom den förkortade landvägen till Hapsal med ett par mil. Vintertid plogas en väg till Hapsal på isen.

## Kända personer födda i Österby
- Estlandssvensk brottare och brottningsdomare Axel Brun (1930–2020).
- Forskare i estlandssvensk historia och kultur Viktor Aman (1912–2009).